# Tin Jedvaj
Tin Jedvaj, född 28 november 1995 i Zagreb i Kroatien, är en kroatisk professionell fotbollsspelare som spelar som försvarare i Al Ain, på lån från ryska Lokomotiv Moskva. Han representerar även Kroatiens landslag.

## Klubbkarriär
Den 10 juli 2013 värvades Jedvaj av Roma, där han skrev på ett treårskontrakt.
Den 11 juni 2014 värvades Jedvaj av Bayer Leverkusen på ett tvåårslån med en option att göra övergången permanent. Denna option utnyttjades den 20 januari 2015, då Jedvaj skrev på ett kontrakt med klubben till sommaren 2020.
Den 20 augusti 2019 värvades Jedvaj av FC Augsburg på ett ettårslån.
Den 24 juli 2021 värvades Jedvaj av Lokomotiv Moskva, där han skrev på ett fyraårskontrakt.
Den 20 december 2022 värvades Jedvaj av Al Ain på ett halvårslån.